# Mesotaeniaceae
Mesotaeniaceae constituyen una pequeña familia de las algas verdes unicelulares conocidos como los "desmidias saccoderm". El grupo no parece estar estrechamente vinculada a las desmidias "verdaderos", sino más bien relacionado con el filamentosa Zygnemataceae, como Spirogyra.

## Géneros
Los géneros de Mesotaeniaceae:
| - Ancylonema - Cylindrocystis - Geniculus - Mesotaenium - Netrium | - Nucleotaenium - Planotaenium - Roya - Spirotaenia - Tortitaenia |